# Corey Taylor
Corey Taylor (ur. 8 grudnia 1973 w Des Moines) – amerykański muzyk, kompozytor, wokalista i producent muzyczny.

## Działalność artystyczna
Pierwszym zespołem, w którym grał, był Stone Sour (zespół zawiesił działalność w 1997 r., kiedy Taylor przeszedł do grupy Slipknot, gdzie zastąpił wokalistę Andersa Colsefini). W 1998 r. Taylor uczestniczył w nagraniu demo dla Roadrunner Records. Znalazły się na nim m.in. pierwsze hity grupy „Spit it Out” oraz „Wait and Bleed” (które zostały nagrane ponownie w 1999 r. jako materiał na album „Slipknot”). Demo to pokazywało jak zmienił się ten zespół po wydaniu debiutanckiego „Mate.Feed.Kill.Repeat”. W 1999 r. Slipknot wydał oficjalny debiut nazwany po prostu Slipknot. W 2002 r. reaktywowano Stone Sour. Wtedy też ukazał się ich debiut Stone Sour, a cztery lata później druga płyta pt. Come What(ever) May. Ponadto Taylor występował i współpracował z innymi grupami, m.in. z Soulfly, Snot, Anthrax, Apocalyptica oraz Walls of Jericho.

## Dyskografia
Single
| Apocalyptica feat. Corey Taylor – „I’m Not Jesus” | 2007 | 15 | 55 | –  | Worlds Collide |
| Corey Taylor – "X-M@$"                            | 2010 | –  | –  | 37 | –              |
| „–” singel nie był notowany.                      |      |    |    |    |                |

Inne
| Album                                                                          | Rok  | Uwagi                                     | Źródło |
| ------------------------------------------------------------------------------ | ---- | ----------------------------------------- | ------ |
| Soulfly – Primitive                                                            | 2000 | gościnnie śpiew w utworze „Jumpdafuckup”  | [ 7 ]  |
| Black Flag – Rise Above: 24 Black Flag Songs to Benefit the West Memphis Three | 2002 | gościnnie śpiew w utworze „Room 13”       | [ 8 ]  |
| Slitheryn – Slitheryn                                                          | 2003 | produkcja muzyczna                        | [ 9 ]  |
| Damageplan – New Found Power                                                   | 2004 | gościnnie śpiew w utworze „Fuck You”      | [ 10 ] |
| Apocalyptica – Worlds Collide                                                  | 2007 | gościnnie śpiew w utworze „I’m Not Jesus” | [ 11 ] |
| Dream Theater – Systematic Chaos                                               | 2007 | gościnnie głos w utworze „Repentance”     | [ 12 ] |
| Walls of Jericho – Redemption (EP)                                             | 2008 | gościnnie chórki                          | [ 13 ] |
| Steel Panther – Feel The Steel                                                 | 2009 | gościnnie chórki                          | [ 14 ] |
| Travis Barker – Give The Drummer Some                                          | 2011 | gościnnie gitara w utworze „On My Own”    | [ 15 ] |
| Sister Soleil – Soularium                                                      | 2011 | gościnnie śpiew w utworze „Liar”          | [ 16 ] |
| Korn – The Serenity of Suffering                                               | 2016 | gościnnie w utworze „A Different World”   | [ 17 ] |

## Filmografia
| Tytuł                                               | Rok  | Uwagi                                                 | Źródło        |
| --------------------------------------------------- | ---- | ----------------------------------------------------- | ------------- |
| We Sold Our Souls for Rock 'n Roll                  | 2001 | film dokumentalny, reżyseria: Penelope Spheeris       | [ 18 ]        |
| Metal: A Headbanger’s Journey                       | 2005 | film dokumentalny, reżyseria: Sam Dunn, Scot McFayden | [ 19 ]        |
| Get Thrashed                                        | 2006 | film dokumentalny, reżyseria: Rick Ernst              | [ 20 ]        |
| How Weed Won the West                               | 2010 | film dokumentalny, reżyseria: Kevin Booth             | [ 21 ]        |
| The Rock & Roll Roast of Zakk Wylde                 | 2012 | roast, reżyseria: Bryan Beasley                       | [ 22 ]        |
| Sound City                                          | 2013 | film dokumentalny, reżyseria: Dave Grohl              | [ 23 ]        |
| Monster Energy Roast on the Range with Corey Taylor | 2014 | roast, reżyseria: Bryan Beasley                       | [ 24 ] [ 25 ] |

## Nagrody i wyróżnienia
| Rok  | Kategoria     | Tytułem      | Nagroda                     | Uwagi     | Źródło |
| ---- | ------------- | ------------ | --------------------------- | --------- | ------ |
| 2010 | Best Vocalist | Corey Taylor | Revolver Golden Gods Awards | Nominacja | [ 26 ] |
| 2013 | Best Vocalist | Corey Taylor | Revolver Golden Gods Awards | Laur      | [ 27 ] |

W 2006 roku piosenkarz został sklasyfikowany na 86. miejscu listy 100 najlepszych wokalistów metalowych wszech czasów według Hit Parader.

## Publikacje
- Seven Deadly Sins: Settling the Argument Between Born Bad and Damaged Good, Da Capo Press, 2011, ISBN 978-0-09-193845-1[29]
- House of Gold & Bones, 2013, Dark Horse Books, ISBN 978-1-61655-287-9.
- A Funny Thing Happened on the Way to Heaven: (Or, How I Made Peace with the Paranormal and Stigmatized Zealots and Cynics in the Process), 2014, Da Capo Press, ISBN 978-0-306-82292-6.
- You’re Making Me Hate You: A Cantankerous Look at the Common Misconception That Humans Have Any Common Sense Left, 2015, Da Capo Press, ISBN 978-0-306-82358-9.